# Robert Evans Snodgrass
Robert Evans Snodgrass (* 5. Juli 1875 in St. Louis; † 4. September 1962 in Washington, D.C.) war ein US-amerikanischer Entomologe und Künstler. Besonders bekannt wurde er durch seine hervorragend illustrierten Veröffentlichungen über die Anatomie, Morphologie, Evolution und Metamorphose der Insekten und anderer Gliederfüßer.

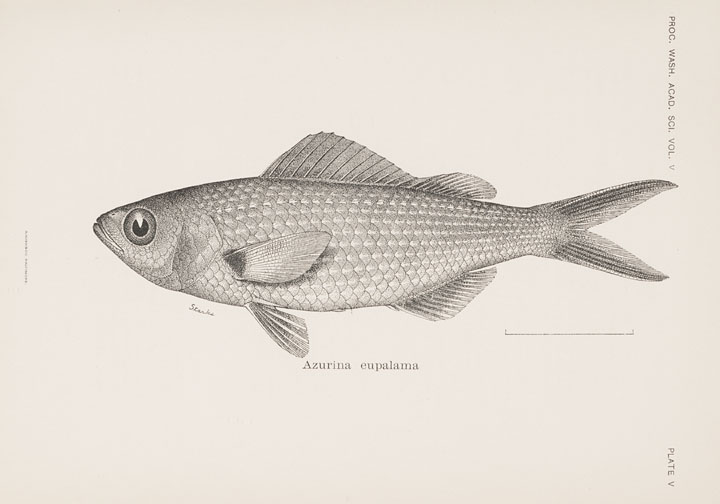
Zeichnung aus einer der Veröffentlichungen von Heller und Snodgrass zur Expedition auf die Galapagos-Inseln

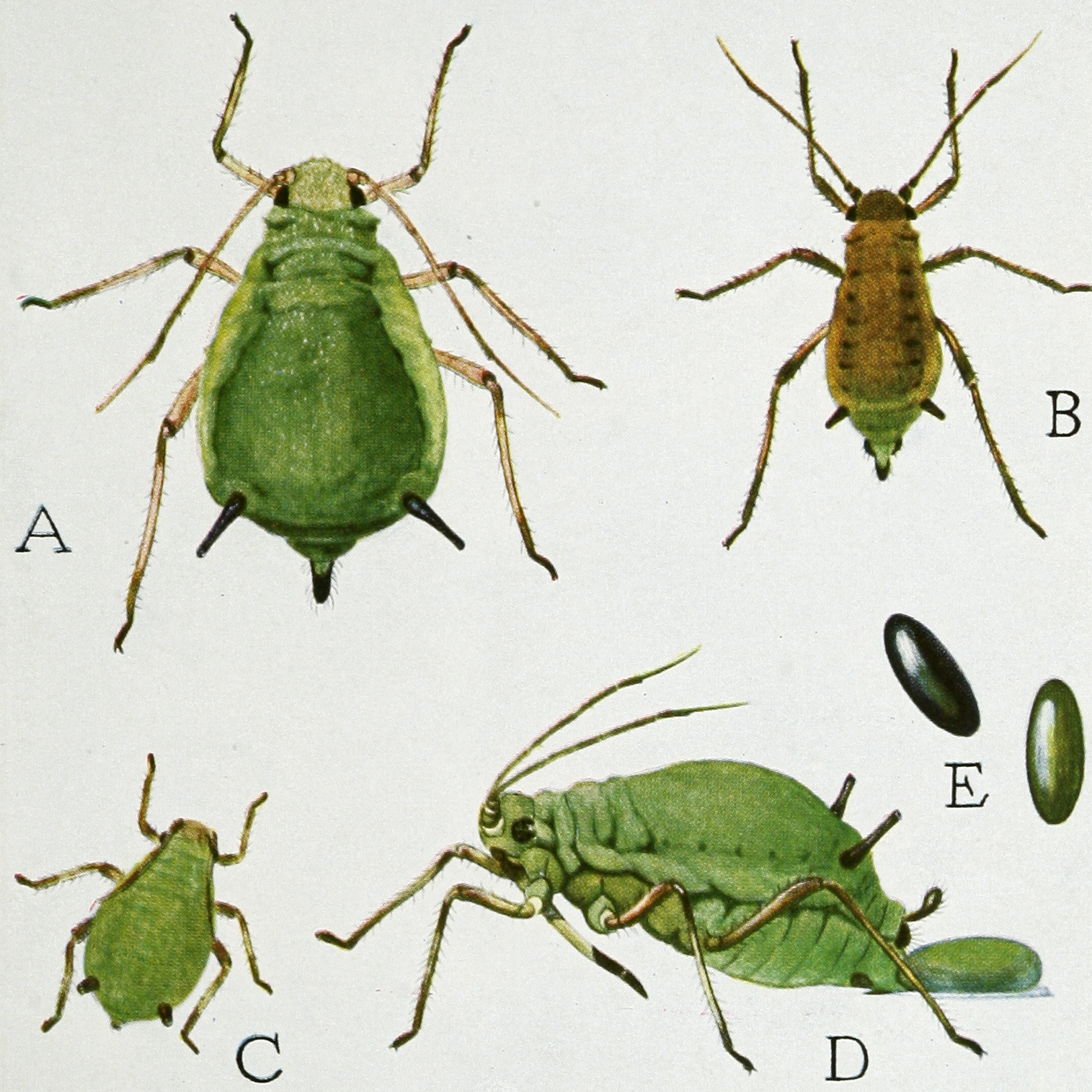
Eine der von Snodgrass stammenden Abbildungen aus seinem Buch „Insects, their ways and means of living“

Snodgrass wurde als erstes Kind des aus Ohio stammenden Ehepaars James Cathcart Snodgrass und Annie Elizabeth Evans Snodgrass geboren. Im folgten drei Jahre später eine Schwester und weitere fünf Jahre später ein Bruder. Im Jahre 1883 zog die Familie von Saint-Louis nach Wetmore (Kansas), wo der Vater Arbeit in einer Bank fand. Als Snodgrass 15 Jahre alt war, zog die Familie erneut um, diesmal nach Ontario (Kalifornien) auf eine Ranch, die eine Fläche von 81.000 Quadratmetern umfasste und auf der Orangen, Pflaumen und Wein angebaut wurden.
Schon als Kind begann Snodgrass von sich aus mit der Präparation von Vögeln. Er besuchte dort eine methodistische Schule, das spätere Chaffey College. Dort studierte er Latein, Griechisch, Französisch, Deutsch, Physik, Chemie und Zeichnen. Da es an dieser Schule religionsbedingt keinen Biologieunterricht gab, ergänzte Snodgrass in der Freizeit sein Wissen durch das Selbststudium der Werke von Darwin, Huxley und Spencer. Sein überzeugtes Auftreten für deren Theorien zur Evolution bereitete ihm Probleme sowohl zu Hause als auch in der Gemeinde. Im Alter von 20 Jahren begann Snodgrass ein Zoologiestudium an der Stanford University. Nach dem anfänglichen Interesse für Wirbeltiere und die Ornithologie wechselte er bald zur Entomologie, wesentlich beeinflusst durch Vernon Lyman Kellogg (1867–1937). Bei Kellogg entstanden auch Snodgrass' erste wissenschaftliche Publikationen zu den Mundwerkzeugen und der Anatomie der Kieferläuse (Mallophaga). Während seiner Zeit in Stanford nahm Snodgrass an zwei Expeditionen teil: die erste führte ihn unter der Leitung von David Starr Jordan auf die Pribilof-Inseln, die zweite unter der Leitung von Edmund Heller auf die Galapagos-Inseln. Seinen Abschluss als Bachelor (Artium Baccalaureus, kurz A.B.) in Zoologie erhielt Snodgrass im Jahre 1901. Anschließend lehrte er am State College of Washington in Pullman, ging für kurze Zeit nach Stanford und begann seine künstlerische Laufbahn in San Francisco. In Europa wurde er insbesondere bekannt dadurch, dass er in der Segmenttheorie des Insektenkopfes eine pragmatische Ansicht vertrat, nach der dieser Kopf bloß aus vier Metameren zusammengesetzt sei.
In der folgenden Zeit wechselte er oft zwischen Kunst und Wissenschaft. Er arbeitete ab 1906 im Landwirtschaftsministerium der Vereinigten Staaten (USDA), bereiste England, zeichnete als freiberuflicher Künstler und Cartoonist in New York, verkaufte Gemälde an Farmer in Indiana, arbeitete als Entomologe in Indiana und ging schließlich zurück nach Washington an das USDA. Von 1924 bis 1947 lehrte Snodgrass außerdem an der University of Maryland. Snodgrass starb im Alter von 87 Jahren in seinem Haus in Washington D.C. und hinterließ zwei Töchter und seine Ehefrau Ruth.
Snodgrass erhielt viele Ehrungen, insbesondere für seine wissenschaftlichen Leistungen. Neben der Ehrendoktorwürde wurde er Ehrenmitglied der Royal Entomological Society of London und korrespondierendes Mitglied der American Entomological Society. Er erhielt außerdem die Joseph-Leidy-Medaille der Academy of Natural Sciences, Philadelphia.

## Wichtige wissenschaftliche Arbeiten
- Anatomy and physiology of the honeybee. New York 1925. (weitere Auflage als Comstock Book, Cornell 1985, ISBN 978-0-8014-9302-7)
- Insects, their ways and means of living. Vol. V, Smithsonian Institution Series, 1930. (Nachdruck Applewood 2006, ISBN 978-1-55709-530-5)
- The principles of insect morphology. McGraw-Hill, New York 1935. (weitere Auflage als Comstock Book, Cornell 1993, ISBN 978-0-8014-2883-8)
- Textbook of arthropod anatomy. Comstock, Ithaca 1952.